# Costantino Armenopulo
Costantino Armenopulo in greco Κωνστανίνος Ἁρμενόπουλος? (Costantinopoli, 1320 – Costantinopoli, 1385 circa) è stato un giurista bizantino.

## Biografia
Per molto tempo si è pensato che fosse vissuto nel XII secolo, anche perché nelle sue opere non cita alcuna legge successiva al regno di Manuele Comneno. Ciò dipende in realtà dalla natura delle sue fonti. È certo, infatti, che visse (e fu attivo) nella metà del XIV secolo: esiste uno scritto del patriarca Filoteo Kokkinos chiaramente indirizzato a lui. Il patriarca lo definisce «sebastos nomophylax» (responsabile della scuola di diritto di Costantinopoli) e «katholikos kritês» («giudice generale»). I titoli dei manoscritti delle sue opere riprendono queste indicazioni, precisando che esercitò le sue funzioni di Kritai katholikoi (giudice generale) a Tessalonica. Per il resto, una sua biografia è stata a lungo diffusa sulla base della Bibliotheca graeca di Johann Albert Fabricius, che aveva trovato le sue informazioni presso Niccolò Comneno Papadopoli; tuttavia, quest'ultimo è stato poi denunciato come fabulatore e falsario, e non ci si può fare affidamento.
A Costantino Armenopulo si deve una serie di raccolte di diritto bizantino, tra cui l'Hexabiblos (Πρόχειρον νόμων ἢ Ἑξάβιβλος, chiamata anche in latino Promptuarium juris civilis), completata nel 1345-46, una Legge agraria (Νόμος Γεωργικός) che ne costituisce un'appendice, e l'Epitome dei santi canoni (Ἐπιτομὴ τῶν ἱερῶν καὶ θείων κανόνων) sono i testi principali.
L'Hexabiblos è una raccolta del diritto secolare bizantino (basata in particolare sulla Basilika e destinata a migliorare il Manuale dell'imperatore Leone VI) con norme consuetudinarie, divisa in sei libri (I. principi generali; II. diritto dei beni; III. diritto delle persone; IV. diritto delle obbligazioni; V. diritto di famiglia e successioni; VI. diritto penale). È servita come codice di leggi per il millet dei cristiani ortodossi nell'Impero ottomano, sotto l'autorità del patriarcato di Costantinopoli, ed è stata conservata come codice civile al momento dell'indipendenza della Grecia, fino alla promulgazione di un nuovo codice nel 1947; è tramandato da circa settanta manoscritti antichi ed è stato stampato per la prima volta a Parigi nel 1540 da Theodoricus Adamaeus. Traduzioni latine apparvero a Colonia nel 1547 (di Bernhard von Rey) e a Lione nel 1556 (di Jean Mercier). Denis Godefroy pubblicò un'edizione bilingue greco-latina (con la traduzione di Mercier) a Ginevra nel 1587. Seguirono poi versioni in diverse lingue (tedesco, russo) e in particolare una parafrasi in greco vernacolare di Teodosio Zygomalas nel 1605.
L'Hexabiblos è stata letta e commentata fin dal XVI secolo dai giuristi occidentali (tra cui Jacques Cujas) ed è citata anche nell'opera I litiganti (Les Plaideurs) di Jean Racine («Harménopul in Prompt...»: atto III, scena 3). Ne esiste una versione ampliata (Hexabiblos aucta), realizzata intorno al 1400 dall'arcidiacono e gran cartofilace Giovanni Holobolos (nei manoscritti Vatic. gr. 851 e Paris. gr. 1355).
L'Epitome del diritto canonico fu stampato in greco, con una traduzione latina di Leunclavius, in una raccolta intitolata Iuris Greco-Romani tam canonici quam civlis tomi duo pubblicata da Marquard Freher (Francoforte, 1596). Armenopulo è anche autore di un Trattato sulle eresie, tradotto anch'esso in latino da Leunclavius e pubblicato a Basilea nel 1578, e di una confessione di fede ortodossa che funge da introduzione.